# Comunicazione superluminale
La comunicazione superluminale è il processo ipotetico mediante il quale una o più informazioni vengono trasferite da un sistema di riferimento a un altro a velocità superiori a quella della luce. Attualmente non c'è consenso scientifico sul fatto che la comunicazione superluminale sia possibile o meno.

## Meccanica quantistica
Alcune delle teorie proposte per la comunicazione superluminale includono:
- Esperimenti su velocità di gruppo > c
- Esperimenti sulle onde evanescenti
- Tachioni
- Non-località quantistica (entanglement)

Secondo le conoscenze attualmente accettate, tre di questi quattro fenomeni non possono produrre comunicazione superluminale, sebbene possano darne l'apparenza sotto determinate condizioni.
Per quanto riguarda il primo e il secondo punto, il principio di indeterminazione di Heisenberg implica che i singoli fotoni possono viaggiare per brevi distanze a velocità superiori (o inferiori) a c, anche nel vuoto; tale possibilità deve essere considerata quanto si enumerano i diagrammi di Feynman per l'interazione della particella. A livello aggregato comunque queste fluttuazioni si annullano a vicenda. In tal modo sulle lunghe distanze (non quantistiche) i fotoni finiscono per viaggiare effettivamente in linea retta e alla velocità della luce in media. Questo fatto perciò rende ancora più difficoltosa un'eventuale comunicazione a velocità superluminale sfruttando tali fenomeni.
La stampa ha più volte riportato successi di esperimenti concernenti trasmissioni a velocità superiori a quella della luce, spesso in relazione ad un qualche tipo di effetto tunnel quantistico. Nella maggior parte dei casi tali successi erano in relazione alla velocità di fase o alla velocità di gruppo. Questo tipo di superamento della velocità della luce nel vuoto non può però, come abbiamo già visto essere utilizzata per trasmettere informazioni.
I terzi, i tachioni, probabilmente non hanno neppure un significato fisico che vada al di là della semplice astrazione matematica. E, se anche la loro esistenza fosse dimostrata, i tentativi di quantizzarli sembrerebbero indicare che non potrebbero mai e poi mai essere utilizzati per la comunicazione superluminale, giacché gli esperimenti per produrli o assorbirli non potrebbero essere completamente controllati.
Per quanto riguarda invece il quarto punto la questione è ancora controversa. Alcuni fenomeni legati alla meccanica quantistica, come l'entanglement quantistico, sembrano trasmettere informazioni a velocità superiori a quella della luce. Tali fenomeni tuttavia finora non hanno mai permesso una vera comunicazione negli esperimenti, ma hanno solo permesso a due osservatori di poter osservare lo stesso evento simultaneamente (il che richiede sempre la presenza di un canale classico per il controllo). Nella meccanica quantistica standard è infatti generalmente accettato il fatto che il teorema di no-cloning quantistico prevenga la comunicazione superluminale via entanglement quantistico, il che produce come diretta conseguenza il teorema di non-comunicazione.
Alcuni fisici hanno tuttavia sottolineato che almeno alcuni degli argomenti su cui si basa il teorema di non-comunicazione sono tautologici, ponendo esso la limitazione relativa alla comunicazione superluminale nell'ipotesi di partenza.

### L'esperimento di Birgit Dopfer
Sebbene la comunicazione istantanea per mezzo dell'entanglement di particelle singole resti dunque vietata, c'è chi sostiene che la comunicazione superluminale via entanglement quantistico possa essere raggiunta con altri metodi che non si basassero sulla diretta clonazione di un sistema quantistico, aggirando così il problema. Uno dei metodi suggeriti utilizzerebbe un insieme di particelle entangled per trasmettere informazioni, secondo un metodo molto simile a quello utilizzato negli esperimenti relativi alla Gomma quantistica.
Birgit Dopfer, allieva di Anton Zeilinger, eseguì un esperimento che sembrerebbe rendere possibile la comunicazione superluminale per mezzo di un inaspettato comportamento collettivo manifestato da due fasci di fotoni quantisticamente intrecciati, uno dei quali passante attraverso una doppia fenditura. Tale metodo prevederebbe l'utilizzo della creazione di una figura di interferenza a distanza come bit 0 e dell'assenza di essa come bit 1 (o viceversa), senza far ricorso a nessun altro canale classico. Trattandosi di un fenomeno collettivo e probabilistico, effettivamente nessuna informazione quantistica relativa alle singole particelle verrebbe clonata e, di conseguenza, il teorema di no-cloning quantistico resterebbe salvo. Il fisico John G. Cramer, dell'Università di Washington, sta tentando di replicare l'esperimento della Dopfer per dimostrare se sia o meno possibile produrre comunicazione superluminale.

## Altri metodi
Se i wormhole esistessero davvero, sarebbe possibile utilizzare gli ordinari metodi di comunicazione localmente subluminali per ottenere l'effetto di una trasmissione a tutti gli effetti superluminale relativamente all'Universo nel suo insieme.